# 傅莹
傅莹（1953年1月—），蒙古族，内蒙古通辽人，中华人民共和国政治人物、职业外交官。北京外国语学院英语系毕业，英国肯特大学国际关系学硕士研究生。曾任第十二届全国人民代表大会常务委员会委员、兼全国人大外事委员会主任委员，中华人民共和国外交部副部长，是继王海容之后中国第二位女副外长，也是中国外交系统第一位女性正部级官员。先后担任过驻菲律宾、驻澳大利亚、驻英国等国特命全权大使，是中国第一位少数民族女大使。
曾任第十三届全国人大常委会委员、全国人大外事委员会副主任委员，中国社科院全球战略智库首席专家、中国国际经济交流中心特邀副理事长，清华大学兼职教授、人工智能国际治理研究院名誉院长。

## 早年经历
傅莹1953年1月出生在呼和浩特市。她的父亲阿民，抗战时期在延安马列学院是著名蒙古族哲学家艾思奇的学生，官至内蒙古军区政治部宣传部副部长。16岁时，傅莹“响应号召”，到内蒙古生产建设兵团位于蒙西的一个农场劳动；1970年调入兵团的乌拉山发电厂（1968年5月筹建，代号“一八〇工程”，1969年5月一期工程两台铭牌出力为7．5万kW的汽轮发电机组破土动工，兵团撤销后移交内蒙古电业管理局，1975年7月和12月相继投产，2007年4月末配合国家“上大压小”产业政策一期工程爆破拆除）建设工地，拉过架子车、担任过电影放映员、广播站广播员，爬杆架银幕放映电影；同时坚持自学高中课程，不会的课程就向发电厂工程师请教。傅莹回忆：“在兵团的经历中，我印象最深的体验就是身体的极限、饥饿、寒冷、体力透支、精神上的磨炼等，这确实是我人生最宝贵的财富。上山下乡锻炼了我能够吃苦、坚毅，而且做事情能够不计较得失，敢于奉献。”1973年，作为“工农兵学员”，考入北京外国语学院英语系，招生考试时数学科得了满分。傅莹回忆：“清华曾经是我向往的地方，考大学的时候我报了清华力学系，但是当时这个系招收的学生只限于北京户口的学生，所以我没有得到这个机会。”入学后选择法语为第二外语，后又学习罗马尼亚语。1977年从学校毕业后，被选派到外交学院进修。

## 政治履历
1977年，大学毕业后，傅莹进入中国外交部工作，开始了职业外交官生涯；曾先后在中国驻罗马尼亚大使馆和外交部翻译室工作；1985年，被派赴英国肯特大学进修，并获得国际关系硕士学位。回国后，傅莹回到外交部翻译室，逐步获得升迁；历任三等秘书、二等秘书、培训处副处长、英文处副处长等职。在此期间，她曾为邓小平、杨尚昆、江泽民、李鹏等中共高级领导人担任翻译工作，陪同出访、参加重要会议。
在外交部亚洲司工作期间，傅莹获得重要外交工作历练，于1992年至1993年间，赴柬埔寨参与联合国的维和工作。自柬埔寨回国后，傅莹继续在亚洲司工作，先后担任综合处处长、亚洲司参赞，主管综合调研、东盟事务以及亚太安全等方面的工作。1997年，调任中国驻印度尼西亚使馆，任首席馆员公使衔参赞。
1998年11月，时任国家主席江泽民颁布主席令，任命傅莹为中国驻菲律宾第八任大使。这使她成为中国第一位少数民族女大使，也是当时中国最年轻的女大使。一年后，傅莹升任外交部亚洲司司长，是该司成立以来的第二位女司长。2004年，她再次出使，任中国驻澳大利亚第十任大使；三年任期结束后，又改任中国驻英国大使。2007年6月12日，英国女王伊丽莎白二世在白金汉宫接见了傅莹。
2010年1月，傅莹回国，升任外交部副部长，成为中国第二位女性副外长。2013年，卸任。
2013年3月，傅莹被第十二届全国人大主席团任命为大会副秘书长、兼大会发言人，成为全国人大第一位女性发言人；在这届人大会议上，她当选为全国人大常务委员、并兼任人大外事委员会主任委员，从而跻身正部级官员行列。2018年2月24日，当选为第十三届全国人大代表。2018年3月，连任第十三屆全国人大常委会委员、并担任外事委员会的副主任委员。
2019年4月，傅莹受聘为清华大学兼职教授、清华大学战略与安全研究中心主任，后又兼任人工智能国际治理研究院名誉院长。
2023年2月，傅莹未当选第十四届全国人大代表。

## 重要外交事件
- 1991至1992年间，傅莹参与了联合国五个常任理事国就有关解决“柬埔寨问题”的谈判工作。
- 担任外交部亚洲司司长期间，经历了东帝汶危机、阿富汗战争、中国与东盟建立战略伙伴关系等事件，并参与处理朝鲜半岛核问题、积极推动六方会谈。
- 在澳大利亚担任大使期间，经历了駐悉尼领事馆政治参赞陈用林[13]以及原天津市国内安全保卫局工作人员郝凤军[14]等人的叛逃事件，努力消减这两起事件给中国造成的负面政治影响，并积极推动中国和澳大利亚的双边关系。
- 在2008年西藏骚乱发生后，北京奥运火炬传递在英国受阻，傅莹以中国驻英大使的身份在英国《每日电讯报》撰文，对示威者试图夺取火炬的暴力行为加以谴责，并抨击西方传媒企图把中国“妖魔化”；同时，她还警告“中西间了解的鸿沟愈来愈大”；而中国则更需要“保持耐性”，“等候世界了解”[15]。
- 2009年4月，傅瑩和澳大利亚總理陆克文及英國外交大臣米利班德一同参加英国广播公司的电视访谈节目，就中国对2009年伦敦金融峰会的看法和期待进行阐述，并为中国的立场进行了辩解。她表示“中国还是一个发展中国家；当西方用‘富裕’、‘有钱’和有大量外汇储备等此来描绘中国时候，中国的民众感到这是在吹捧中国，甚至是在忽悠中国”。[16]
- 2020年2月，在当年举行的慕尼黑安全会议上，傅瑩利用提问机会，当面驳斥美国众议院议长佩洛西向欧洲国家宣传抵制华为5G网络技术的立场[17]，在中国国内获得关注[18]。

## 著作
发表
- 《如果西方能够倾听中国》2008年4月在英国《每日电讯报》上发表
- 《超越分歧 走向双赢——中美智库研究报告( 中方)》（主编 傅莹、王缉思）2017年5月22日
- 《中美今天的选择决定未来两国关系》2018-10在纽约亚洲协会演讲

出版
- 《在彼处：大使演讲录》中英文版，2011年外语教学与研究出版社
- 《看世界》2018年5月中信出版集团
- 《我的对面是你：新闻发布会背后的故事》2018年9月中信出版集团
- 《看世界 2 百年变局下的挑战和抉择》2021年2月中信出版集团
- 《大使衣橱：外交礼仪之旅》2021年6月中信出版集团

## 家庭
傅莹的丈夫郝时远是内蒙古武川人，曾任中国社科院民族研究所所长，是位民族问题专家。两人育有一女。

## 相关歌曲
《天边》吉日格楞作词，乌兰托嘎作曲，布仁巴雅尔演唱。据说画家吉日格楞是傅莹在兵团插队时的初恋。三十年之后，他们在首都机场偶然相遇，吉日格楞回旅馆做了此歌词。